# Crimen perfecto (obra de teatro)
Crimen perfecto es una obra de teatro  de Frederick Knott, estrenada en 1952 en la cadena británica de televisión BBC y seguidamente en teatro. Sobre la misma, en 1954 se rodó la célebre película homónima de Alfred Hitchcock.

## Argumento
Tony es un exjugador de tenis que, cansado de su esposa Margot, planea un minucioso plan para acabar con su vida ayudándose para ello por un delincuente, el capitán Lesgate. El plan consiste en que mientras que Tony acude a una cena que le servirá de coartada con su amigo Max —escritor de novelas policíacas y enamorado en secreto de Margot— Lesgate se introducirá en la casa, con la llave que previamente Tony le había dado y acabará con Margot, pero el destino quiere que ésta acabe con la vida de Lesgate por medio unas tijeras. La policía detiene a Margot —gracias también a unas pruebas falsas que antes que llegara la policía Tony pudo disponer en contra de su mujer— y la sentencia a muerte. Pero ni el inspector Hubbard ni su enamorado Max la creen culpable y luchan por demostrar su inocencia. Finalmente, Tony cae en una trampa que le prepara el inspector Hubbard, y es detenido y encarcelado.

## Representaciones destacadas
- Televisión. BBC, en el espacio BBC Sunday-Night Theatre, 23 de marzo de 1952. Estreno mundial.
  - Dirección: Julian Amyes.
  - Intérpretes: Elizabeth Sellars, Basil Appleby, Emrys Jones, Olaf Pooley, Douglas Stewart, Raymond Huntley.

- Westminster Theatre, Londres, junio de 1952.
  - Dirección: John Fernald.
  - Intérpretes: Alan MacNaughtan y Jane Baxter.

- Plymouth Theatre, Broadway, Nueva York, 29 de octubre de 1952
  - Intérpretes: Maurice Evans, Anthony Dawson, Richard Derr, Gusti Huber, Porter Van Zandt, John Williams (que recibió el Premio Tony).

### La obra en España
- Teatro María Guerrero, Madrid, 17 de abril de 1954. Estreno en Madrid.
  - Dirección: José Tamayo.
  - Adaptación: José López Rubio.
  - Intérpretes: Guillermo Marin, Asunción Sancho sustituida por Julita Martínez, José Luis Heredia, José Bruguera, Carlos Muñoz, Aurelio Osorio.
- Teatro Romea, Barcelona, 12 de enero de 1954.
  - Dirección: José Tamayo.
  - Adaptación: José López Rubio.
  - Intérpretes: Manuel Dicenta, Mary Carrillo sustituida por Nuria Espert, Julio Núñez, José Bruguera.
- Teatro Marquina, Madrid, 11 de junio de 1968.
  - Dirección: Jaime Azpilicueta.
  - Adaptación: José López Rubio.
  - Intérpretes: Fernando Delgado, Manuel Díaz, Ricardo Merino, Nuria Carresi.
- Teatro Real Cinema, Madrid, 23 de marzo de 2000.
  - Dirección: Enrique Cornejo.
  - Adaptación: José Luis López Rubio.
  - Intérpretes: Jaime Blanch, Manuel Navarro, Remedios Cervantes, Ramón Pons, Ángel Amorós.

- Teatro Principal de Alicante, 2011.
  - Dirección: Víctor Conde
  - Intérpretes: Jorge Sanz, Elena Furiase (sustituida luego por María Castro), Pablo Puyol, Antonio Albella y José Sánchez.